# バズ・ライトイヤー
バズ・ライトイヤー（Buzz Lightyear）は、ディズニー・ピクサー映画『トイ・ストーリー』シリーズなどに登場するメインキャラクターの1人であり、同作の準主人公である。通称「バズ」。決め台詞はアクションボタンを押した際に再生される「無限の彼方へ!さあ行くぞ!」（原語版では"To infinity...and beyond!"、日本語訳：「無限の彼方へ!」）。

## トイ・ストーリーシリーズでの設定

### 外見/機能
作中でバズは、『バズ・ライトイヤー』というテレビアニメのキャラクター商品であり、台湾製のおもちゃとして登場していた。『トイ・ストーリー1』では、バズが手首のカバーを開けて『MADE IN TAIWAN』という文字を見た瞬間、自分が本物の宇宙飛行士ではなく、量産型の玩具にすぎないと気づき、ショックを受けるシーンが描かれていた。
電池で動く様々な仕掛けが内蔵されており、右手の上腕にあるボタンを押すと、右前腕あたりからレーザービームをイメージした赤い光が出る。空手チョップも可能で、ヘルメット横のスイッチを押すとヘルメットが開閉される。また背中にウィングが収納されており、ウィングが開くと先端のライトが赤と緑に交互に点滅する。体はプラスチック製で関節が多く、可動範囲が広い。頭部はゴム製で、さわると音が鳴る仕様。収納されていた外箱は宇宙船の形をしている。背中の蓋を開けると電池ボックスとメンテナンス用のスイッチがあり、「デモ（店頭展示）」「プレイ（通常稼働）」「リセット」の3つで構成されている。

## 特徴
良く言えば真面目で責任感が強い性格、悪く言えば思い込みが激しく勘違いが多い性格。当初は最新型のおもちゃ故に自分が本物のバズだと勘違いをし、ウッディの嫉妬心もあって彼とは上手くいかなかった。しかし、お互いの過ちに気付き和解した後、良き相棒となり、支え合っている。『2』以降からはサブリーダーとして行動しており、持ち前の冷静さとリーダーシップで仲間をまとめている。また、『2』の終盤以降、ウッディの妹分であるジェシーを異性として意識するようになる。

### 長編作品
トイ・ストーリー
アンディの誕生日にプレゼントとしてやってきた、流行のテレビアニメ『バズ・ライトイヤー』の主人公をモチーフにしたおもちゃ。
最初は自分が子供向けの大量生産されたおもちゃではなく、本物のスペースレンジャーのバズだと信じており、空も飛べると考えていた。また、ウッディにボタンを押されてヘルメットが収納された際、大気の組成が体に合わない惑星を想像して苦しみだしたこともある。
アンディだけでなく、他のオモチャたちの注目まで集めた結果、嫉妬したウッディにライバル視される。ある日、そんな彼の些細なイタズラから偶然が重なり、窓から家の外に落ちてしまう。その責任を問われて他のオモチャたちに追い出されたウッディに説得され、アンディの母が運転する車に乗って戻ろうとしたものの、ピザ・プラネットの外観を見て勘違いを起こし、勝手に店の中へと入ってしまう。そこで宇宙船の形をしたUFOキャッチャーを本物だと思って乗り込んだところを、「おもちゃ殺し」と称される少年・シドに獲得されて、ウッディと共に彼の家に連れて行かれる。
そこで偶然、自分を宣伝するテレビCMを目の当たりにし、腕のカバーにあった「MADE IN TAIWAN」の刻印を見たことで、自分はただのおもちゃにすぎないという現実を知ってしまう。さらにCM内でハッキリと「このおもちゃは飛べません」と言われ、茫然自失。それでも自分の可能性を信じて、飛行しようと飛び降りたが、当然失敗して落下してしまい、その衝撃で左腕も取れてしまう。このことで完全に正気を失ってしまい、ウッディの脱出案にも乗らず自暴自棄になったが、シドのおもちゃたちに腕を直してもらい、その優しさに触れたことでいくらか正気を取り戻した。しかし、完全に立ち直るには至らず、シドのロケット発射実験につき合わされるために束縛されてしまい、身動きがとれなくなってしまう。雨が降ったおかげで実験は延期となり、その夜にウッディと腹を割って話し合ったことで互いの間違い（ウッディは先述のバズに対するイタズラと嫉妬のこと、バズはウッディの言うことを聞かずに迷惑をかけたこと）を認め和解した。アンディのおもちゃであるという前向きな自覚を得てウッディと共に脱出しようとするが、間が悪く実験開始の朝になったことからシドにつかまり、ロケットにくくりつけられてしまう。しかし、ウッディがシドのおもちゃたちと協力することでロケットの発射を免れ、二人でシドの家を脱出する。
アンディたちは引っ越しのために車に乗っていたため、なんとか引っ越しのトラックへとたどり着くも、シドの愛犬であるスカッドに邪魔され、ウッディを助けるためにバズがトラックから離れてしまう。その後ウッディとRCにより再び救出されたものの、RCの電池が切れたことで動けなくなった。絶望的な状況だったがウッディの機転により、シドが実験に使おうとしたロケットに点火することで飛んで車に戻ることが出来た。このときにバズはオモチャたちが乗っているトラックではなく、「自分たちはアンディの近くが相応しい」という判断でアンディらの車に乗るために自分の翼を利用して滑空し、ウッディからも「空を飛んでるぜ！」と改めて感嘆され、そのままアンディの近くにあったオモチャ箱に降りていった。
トイ・ストーリー2
本作では既に自分がおもちゃであることを自覚しており、言動も前作に比べやや常識的なものになっている。また、今作以降では基本的にヘルメットを外しており、ヘルメットを装着するのはアクションシーンのみとなっている。
玩具コレクターのアルに誘拐されたウッディを救出するために忍び込んだおもちゃ屋「アルのトイ・バーン」で、棚に整列されていたニューアクションベルトを装備している別のバズを起こしてしまう。自分がスペースレンジャーであると信じて疑わないその姿は、まさに前作のバズそのものであり、これにはさすがの本人も呆れ返って「私もこんな調子だったのか…」と改めて自分の過去を恥じていた。その後、おもちゃ屋のバズによって箱に閉じ込められるも自力で脱出し、仲間と合流する。プロスペクターの口車に乗せられ博物館に行こうとするウッディを、かつて自分に言ってくれた言葉で諭しアンディの元へ帰る決断をさせるも、プロスペクターの策略で再び連れ去られ、仲間とともに空港まで追いかける。
本作では、サブリーダーとして仲間とのチームワークを見せ、アルの車を追跡する際にピザ・プラネットの車を運転するなど活躍を見せた。終盤では、ジェシーに一目惚れする場面がある。
トイ・ストーリー3
大学進学を控えたアンディはウッディ以外のおもちゃを屋根裏部屋に保管しようとしていたが、アンディのママがゴミと間違って廃棄しようとしたことから、バズたちは自分たちが捨てられたと勘違いしてしまう。誤解を解こうと説得する親友ウッディの言葉も信じず、仲間達と共にサニーサイド保育園行きの箱に潜り込み園へ寄付される。しかし「イモムシ組」の幼い園児達から手加減のない乱暴な遊び方をされ、仲間達ともども疲弊する。
その後、保育園を取り仕切るロッツォに、自分と仲間を年長の「チョウチョ組」に入れてもらうように交渉するも失敗。彼らによって「デモモード」にされたことで『1』同様に自分をスペースレンジャーだと信じ込み、ジェシーらアンディのおもちゃたちをザーグ兵として倒し、カゴに閉じ込める。ロッツォを司令官と呼び、「ロッツォ司令官の部下」として彼に利用されるが、ウッディと合流したアンディのおもちゃたちの反逆にあう。さらにレックスがボタンを間違ったせいで、今度はスペイン語モードに切り替わり、陽気な人格へと変わってしまう（ボタンを押した時の音声もスペイン語）。再びジェシーに一目惚れし、プロポーズしたり彼女を助けたりした後、ある事故で記憶を取り戻し、彼の頑張りもあってジェシーとは相思相愛の関係になる。
前作に引き続きジェシーに好意を持っており、度々アプローチをする場面がある。エンディングではジェシーとスペイン風の社交ダンスをする。
トイ・ストーリー4
本作ではウッディの「心の声に従う」という言葉を信じ、バズ本人も心の声に従うシーンがあり、これが本作において重要な役割を果たす。終盤ではボーと共に遊園地に残ることを決めたウッディと別れ、仲間たちと共に彼を見守った。

### 短編作品
ハワイアン・バケーション
サニーサイドからやってきたバービーとケン、ボニーの部屋のおもちゃたちと一緒にハワイのお芝居をする。
ディナーショーではスペイン語を話し、ファイヤーダンスをする。
ニセものバズがやって来た
ボニーにファーストフード店「チキンパレス」へレックスと一緒に連れて行かれるが、店内に設置されているボールプールで置き去りにされ、店のおまけ商品のミニ・バズ・ライトイヤー（ニセものバズ）と入れ替わってしまう。

### TVSP作品
トイ・ストーリー・オブ・テラー!

トイ・ストーリー 謎の恐竜ワールド

### スピンオフ作品
スペース・レンジャー バズ・ライトイヤー 帝王ザーグを倒せ!
こちらはTV版「スペースレンジャー バズ・ライトイヤーシリーズ」の前日譚という設定。
上記での劇中劇を描いたシリーズの主人公で、こちらは本物のエースパイロットの1人。
この作品ではリトル・グリーン・メンも、シリーズのキャラクターということになっている。宇宙を支配しようとする悪の帝王ザーグを倒そうとする。2でのニューアクションベルト付きバズの発言から、父親をザーグに殺されたと聞かされている（が、ザーグの発言からすると真実はそうではない）ということになっている。また、6歳の頃にナナという祖母がいた模様。
 バズ・ライトイヤー（2022年の映画作品）
この作品は「アンディのお気に入りの映画」という設定になっており、トイ・ストーリーシリーズや上記のアニメ版とは作品世界や設定が異なっている。しかし、過去作品へのオマージュが度々見られ、初期のバズが口ずさんでいた「バズ・ライトイヤーの恒星日誌」は本作のバズの趣味であることや、お馴染みの「無限の彼方へ、さあ行くぞ」が親友との決め言葉であることなどが判明した。トイ・ストーリーシリーズやアニメ版における生真面目で責任感の強い性格は同じだが、本作ではその面が強調され、それ故に他人（特に新人）に頼ろうとせず、自分一人で解決しようと無茶をする。

## 担当声優

### 英語版
- ティム・アレン（映画本編）
- クリス・エヴァンス（『バズ・ライトイヤー』）
- テディ・ニュートン（『ニセものバズがやって来た』〈ニセものバズの声〉）
- パトリック・ウォーバートン（『スペースレンジャー バズ・ライトイヤー』）
- パット・フラーリー（『Toy Story Treats』、一部のゲーム作品）
- マイク・マクレー（『キングダム ハーツIII』）

### 日本語吹替版
- 所ジョージ（映画本編、一部玩具、『Celebrate! Tokyo Disneyland』、『シュガー・ラッシュ:オンライン』）
- 磯部勉（『トイ・ストーリー』初回収録版[5][6][7]）
- 鈴木亮平（『バズ・ライトイヤー』）
- 小森創介（『ニセものバズがやって来た』〈ニセものバズの声〉）
- 稲葉実（『ディズニー・オン・アイス』、『ポンキッキーズ』、『マクドナルド』CM、『カーズ』、『東京ディズニーリゾート』各種アトラクション、『スペース・レンジャー バズ・ライトイヤー 帝王ザーグを倒せ!』、『キングダム ハーツIII』）
- 後藤光祐（『ピクサー・イン・リアルライフ』、『ディズニー・オン・アイス』〈2020年以降〉、『東京ディズニーリゾート・トイ・ストーリーホテル』）

### その他
- ハビエル・フェルナンデス・ペナ（『トイ・ストーリー3』、『ハワイアン・バケーション』）
  - スペイン語音声。英語版・日本語吹替版共に、スペイン語が流れるシーンではハビエルの音声が使用されている。

## トリビア

宇宙空間に滞在したバズのフィギュアは国立航空宇宙博物館（NASM）に寄贈された。左から監督ラセター、NASA副長官ガーヴァー、NASM館長デイリー（2012年）

「バズ」という名前はアポロ11号の宇宙飛行士バズ・オルドリンからとられている。
映画『ファインディング・ニモ』では、待合室の水槽にニモが入れられるシーンで背景に登場している。
映画『カーズ』のエンディングでのパロディ映画『トイ・カー・ストーリー』ではおもちゃの宇宙自動車として登場する。
2008年に『トイ・ストーリー・マニア!』がディズニー・カリフォルニア・アドベンチャーとディズニー・ハリウッド・スタジオにオープンしたことを記念してディズニーがNASAと協力し、バズのアクションフィギュアが実際に宇宙に行くという企画が行われた。バズはスペースシャトル・ディスカバリーに搭乗し、国際宇宙ステーションに6ヶ月間滞在した。
2018年の映画『シュガー・ラッシュ:オンライン』にも登場している。「無限の彼方へ！さあ行くぞ！」の台詞は健在。